# Daniele Tascini
Daniele Tascini est un auteur italien de jeux de société. Sa ludographie s'élève aujourd'hui à plus d'une dizaine de titres et de nombreuses extensions,.

## Biographie
Daniele Tascini est un auteur italien de jeux de société né dans la région des Marches. Il est particulièrement reconnu dans le milieu ludique pour ses jeux complexes de type "Eurogames" axés sur la gestion de ressources, nombreux d'entre eux impliquant des mécanismes de "placement d'ouvriers".
Il est célèbre pour sa série de jeux de stratégie débutant par la lettre T (T-series), dont certains titres notables sont Tzolk'in, Teotihuacan, Trismegistus, Tekhenu, Tabannusi et Tiletum.
Daniele Tascini a collaboré avec plusieurs autres auteurs de jeux, notamment Simone Luciani, avec qui il a co-créé des titres tels que Tzolk'in, Les Voyages de Marco Polo, Council of 4 et Tiletum. Il a également travaillé en partenariat avec Dávid Turczi et David Spada.
Tascini a été récompensé à de nombreuses reprises pour ses jeux, notamment en remportant le Deutscher Spiele Preis en 2015 et le prix portugais Quina d'Ouro en 2016 pour Les Voyages de Marco Polo. Son jeu Tzolk'in: Le calendrier Maya a également été honoré par le Swiss Gamer Award 2012, le Meeples' Choice award, ainsi que de nombreux autres prix prestigieux.

En janvier 2021, Daniele Tascini a été au cœur d'une polémique à la suite d'un commentaire qu'il a publié sur Facebook. Ce commentaire a entraîné des accusations de racisme émanant de nombreux joueurs et acteurs de l'industrie du jeu. En conséquence de cette controverse, son éditeur de jeux, Board&Dice, décide de se séparer de lui le 16 janvier 2021.

## Ludographie
- Sheepland, 2012, illustrée par Giulia Ghiginit, édité par Cranio Creation.
- Tzolk'in: le calendrier Maya, 2012, illustré par Milan Vavroň, édité par Czech Games Edition.
- Dungeon Bazar, 2014, illustrée par Valentina Moscon, édité par Cranio Creation.
- Les Voyages de Marco Polo, 2015, illustrée Dennis Lohausen, édité par Hans im Glück .
- Council of 4, 2015, illustrée par Valentina Moscon, édité par Cranio Creation et CMON Global Limited.
- Teotihucan: City of Gods, 2018, illustrée par Odysseas Stamoglou, édité par NSKN Games.
- Marco Polo II: In the Service of the Khan, 2019, illustrée Dennis Lohausen, édité par Hans im Glück .

- Trismegistus: The Ultimate Formula, 2019, illustrée par Paweł Niziołek & Paulina Wach, édité par Board&Dice.
- Tekhenu: Obelisk of the Sun, 2020, édité par Board&Dice.
- Tabannusi: Builders of Ur, 2021, illustrée par Zbigniew Umgelter & Aleksander Zawada, édité par Board&Dice.

- Tiletum, 2022, illustrée par Giorgio De Michele & Zbigniew Umgelter, édité par Board&Dice.